# 감문중학교
감문중학교(甘文中學校)는 대한민국 경상북도 김천시 감문면 삼성리에 있는 공립 중학교이다.

## 학교 연혁
- 1953년 2월 18일 : 감문중학교 설립 인가(9학급)
- 1953년 4월 23일 : 개교식
- 1954년 4월 30일 : 본관 석조 공사 준공
- 2015년 3월 1일 : 디지털교과서 정책 연구학교 운영
- 2016년 1월 16일 : 2019진로교육 집중 학년 학기제 선도학교
- 2019년 11월 8일 : 2020예술꽃 씨앗학교(2020.03.01~2024.02.29) 최종 선정
- 2021년 2월 18일 : 다목적강당 개축
- 2021년 12월 24일 : 다목적 문화공간[달콤아지트] 개축
- 2023년 9월 1일 : 제25대 곽재선 교장 취임
- 2024년 2월 7일 : 제71회 졸업식(남 3명, 여 4명 총 7명, 총 7,842명)
- 2024년 3월 4일 : 2024학년도 입학식(남 3명, 여 5명)

## 참고 자료
- 감문중학교 - 한국교육학술정보원 학교알리미